# 磁声波
磁声波是一种磁流体力学波，在磁声波中，磁压力和等离子体的热压力同时起作用。磁声波的色散关系为：
{\displaystyle {\frac {\omega ^{2}}{k^{2}}}={\frac {1}{2}}(v_{s}^{2}+v_{A}^{2}){\bigg [}1\pm {\sqrt {1-{\frac {4v_{s}^{2}v_{A}^{2}\cos ^{2}\theta }{(v_{s}^{2}+v_{A}^{2})^{2}}}}}{\bigg ]}}
磁声波有两种模式，上式取正号时是快磁声波，取负号时是慢磁声波。一般情况下磁声波既不是横波也不是纵波。